# Abbaye Santa Anastasia
L'abbaye Santa Anastasia est une ancienne abbaye bénédictine italienne et un domaine vinicole située à Castelbuono en Sicile.

## Historique

### L'abbaye médiévale
L'abbaye aurait été fondée vers 1100 dans les Madonies par Roger de Hauteville qui y établit une vinerie. 
Elle aurait d'abord été occupée par des moines basiliens, puis par les Théatins et les bénédictins.
La production des moines est réputée et se retrouve dans les caves des nobles et des évêques de la province de Messine.
L'abbaye devient un centre actif dans les Madonies jusqu'à la fondation de la ville de Castelbuono. 
Les Bénédictins abandonnent le lieu en mars 1851.

### La ferme modèle duXIXesiècleet repaire de mafieux
Le nouveau propriétaire, le baron Nicolò Turrisi Colonna, futur sénateur et maire de Palerme, rénove écuries, ferme, grange, fenil et autres bâtiments. Il transforme l'ancienne abbaye selon les principes de l'agronomie en une ferme modèle destinée à l'élevage et l'agriculture. Il y applique les nouvelles méthodes de l'agronomie comme la prairie artificielle et des sciences agricoles : comptabilité, gestion directe, mécanisation. 
Il produit également du vin de qualité en reprenant les techniques des moines. 
Santa Anastasia est un lieu d'accueil d'agronomes, botanistes, géologues et alpinistes.
Pour la protection de son domaine, le baron fait appel à des campieri liés à la mafia, et l'un des protégés de Turrisi, Rosario Bruno, abrite régulièrement des criminels à l'abbaye. En 1874, une descente de police a lieu à Santa Anastasia, à la recherche de fugitifs, provoquant la protestation du propriétaire qui y voit une persécution politique. 

### Le domaine vinicole contemporain

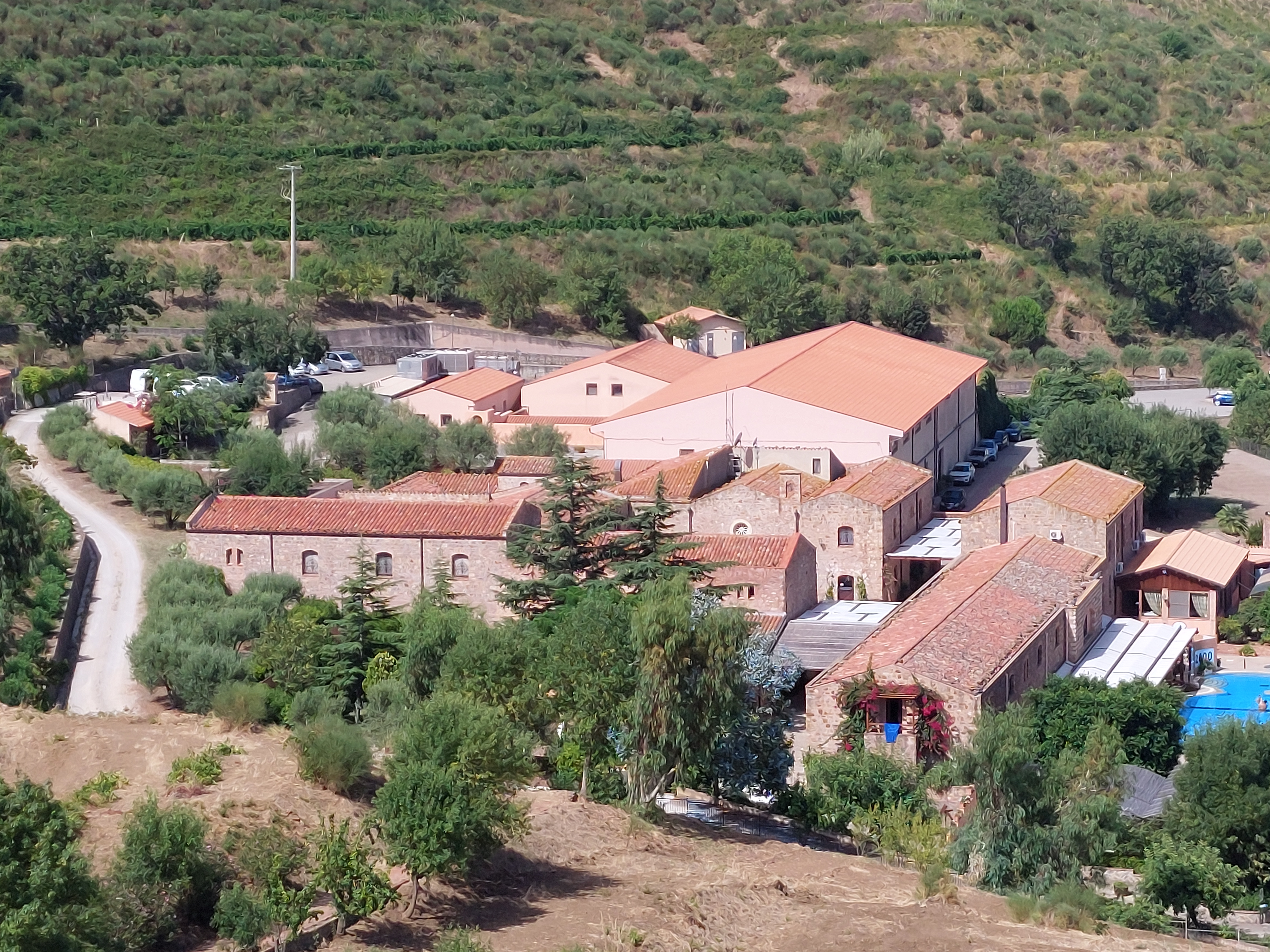
Vue d'ensemble du relais et de la cave.

En 1980, l'ancienne abbaye et ses 300 hectares sont rachetés par Francesco Lena qui transforme l'exploitation viticole en replantant les vieilles vignes et en taillant les nouvelles en Guyot pour améliorer la qualité de la production avec des cépages internationaux et autochtones. Il commence à commercialiser ses vins dans le milieu des années 1980 et participe au renouveau du vignoble sicilien à l'instar de Planeta, Tasca ou Donnafugata. À partir de 1994, il reçoit les conseils de l'œnologue Giacomo Tachis, puis ceux de Riccardo Cotarella à partir de 1999.
Il associe son fils, Gianfranco, et sa fille, Stefania, et s'appuie sur Leonello Anello pour faire du domaine l'un des pionniers de la biodynamie sur l'île à partir de 2005.
Avec 65 hectares de vignes cultivées entre 250 et 450 mètres d'altitude, entièrement en agriculture biologique depuis 2003, le domaine produit chaque 200 000 bouteilles de 16 crus réputés, dont deux tiers sont du vin rouge.
Depuis 2000, les anciens bâtiments conventuels sont transformés grâce à des fonds européens en hôtel cinq étoiles de 29 chambres et 55 chambres,.
En 2010, Francesco Lena est arrêté, accusé d'avoir été un homme de paille de Salvatore Lo Piccolo et Bernardo Provenzano, et d'avoir acheté l'abbaye grâce à de l'argent illégalement acquis. Ses biens sont saisis par la justice et le domaine placé sous l'administration judiciaire de Cappellano Seminara puis d'Alessandro Scimeca, impliqués dans le dossier de favoritisme qui a fait chuter la présidente de la section des mesures préventives du tribunal de Palerme, la juge Silvana Saguto. Acquitté de toutes les charges en première instance, en appel puis en cassation en 2014, Lena n'obtient la restitution de ses biens que sept ans et demi après leur saisie et une compensation de 53 000 euros en 2020.
En 2018, il dénonce une tentative d'intimidation par le clan de San Mauro Castelverde qui conduit à l'arrestation et la condamnation en 2022 de Domenico et Giuseppe Farinella, fils et petit-fils de Giuseppe Farinella dont Lena avait dû obtenir la « médiation » pour l'achat de l'abbaye.